# Isola Phelps (Windmill)
L'isola Phelps (in inglese Phelps Island) è una piccola isola antartica facente parte dell'arcipelago Windmill.
Localizzata ad una latitudine di 66° 16' sud e ad una longitudine di 110°29' est, l'isola si trova appena ad est dell'Isola Shirley (costa Budd). La zona è stata mappata per la prima volta mediante ricognizione aerea durante l'operazione Highjump e l'operazione Windmill, negli anni 1947-1948. È stata intitolata dalla US-ACAN a R.F. Phelps, membro dell'operazione Highjump.